# Oswaldo G. Pereira
Oswaldo G. Pereira (Rio de Janeiro, 1968) é um cantor, compositor e violonista brasileiro.
Estudou violão popular com Carlos Delmiro, violão clássico com Juarez Carvalho e Teoria Musical com Ivan Fonseca e é formado em Direito pela Universidade Cândido Mendes.
Em 1990, enquanto cursava Licenciatura em Música, na Uni-Rio, organizou o grupo musical “O Cara do Tempo”, com ele se apresentando nas Universidades: Santa Úrsula, UFRJ, Hélio Alonso, Uni-Rio, PUC e Faculdade da Cidade, divulgando clássicos do samba e composições próprias.
Participou, com esse mesmo grupo, da estréia do projeto CEP 20.000, organizado pelo poeta Chacal e se apresentou na primeira edição do “Humaitá pra peixe”, no Espaço Sérgio Porto. Em 1994, venceu o Festival Novos Talentos da UFF, com o “Samba da Aurora” (feito em parceria com Julio Moura) e foi finalista do Primeiro Festival Carioca de Choro do MIS, no Teatro João Caetano, com o choro instrumental “O Cara do Tempo”,de sua autoria.
Em 1998, Oswaldo lançou pelo selo Rob Digital seu primeiro CD “Olha Zé”, exclusivamente com composições próprias. O disco, produzido por Pedro Luís, ganhou Prêmio Sharp de Revelação na Categoria Samba e arrancou aplausos da crítica especializada:
Tárik de Souza, no Jornal do Brasil, afirmou que o autor “surpreende pela fluência no gênero (samba)”, denominando-o como um artista que “incorpora um certo desleixo punk que adensa seu repertório espirituoso de metáforas sincopadas”.
Mario Marques, em “O Globo”, definiu o CD como “um surpreendente refúgio de influências de Geraldo Pereira a Noel Rosa
Participou em 1998 do programa “Além Mar”, de Belisário Franca e Hermano Vianna, produzido pelo canal GNT.
Em julho de 2005, lançou pelo selo Dubas seu segundo Cd, "As árvores", novamente só com músicas próprias, produzido por Luís Filipe de Lima. O disco teve excelente receptividade pela imprensa de todo o país.
João Pimentel, em “O Globo”, publicou matéria de destaque sob o título “Cronista de humor fino e melodias inspiradas”, estampando logo abaixo: “Segundo CD de Oswaldo G. Pereira tem a marca da inteligência e da originalidade do artista”.
Mauro Ferreira, em “O Dia”, afirmou: “A impressão, excelente, é a de estar ouvindo um disco de Ismael Silva (...), Oswaldo, em seu novo Cd, mostra que é bamba e veio pra ficar”.
Na Folha de S.Paulo, Luiz Fernando Vianna escreveu que Oswaldo, como compositor, “evoca criações de Noel Rosa eLamartine Babo de forma dificilmente encontrada hoje em dia”.
Entusiasmo semelhante tiveram: o “Estado de Minas” – onde Kiko Ferreira classifica o artista como “herdeiro de Noel”, Jornal do Commercio, de Pernambuco, Correio Popular, de Campinas, e inúmeros outros.
Em 2006, foi contemplado pelo Programa Petrobrás Cultural para o registro e lançamento de seu terceiro Cd autoral, “Serenata”. Lançado pelo selo Dubas em outubro de 2007, com apresentações no Centro Cultural Carioca, Humaitá pra Peixe (Sala Baden Powell), Cinematheke e Rio Scenarium, o álbum foi novo sucesso de crítica. Em “O Globo”, João Pimentel publicou matéria intitulada “Novo punhado de pérolas de um criador de belas imagens e melodias”, afirmando: “Oswaldo G. Pereira é um dos grandes compositores brasileiros da atualidade”.
Em outubro de 2011, foi contemplado pela Secretaria de Cultura do Estado do Rio de Janeiro para filmar o videoclip de seu samba “As árvores”.
Atualmente, prepara o CD “Sambas de amor e humor”, uma seleção de seus melhores sambas, lançados ao longo de sua carreira.